# Старый новый рок
«Ста́рый Но́вый Рок» (иногда называется сокращённо — «СНР») — один из крупнейших в России рок-фестивалей, проводился ежегодно с 2000 по 2020 год на одной из концертных площадок Екатеринбурга (13 января) и под открытым небом (летом).

## История
«Старый Новый Рок» стартовал 13 января 2000 года как концерт свердловской группы «ТОП». В этот день на сцене екатеринбургского ТЮЗа коллектив презентовал свою новую пластинку «Школьный альбом», а гостями концерта была группа известного композитора Александра Пантыкина «Поезд КудаНибудь». В дальнейшем «СНР» стал проводиться на одной из площадок Екатеринбурга ежегодно. Директором фестиваля был Евгений Горенбург (группа «ТОП»), оргкомитетом руководил Владимир Шахрин («Чайф»).
Со временем чётко установилась концепция. Каждый фестиваль собирает 20-30 молодых талантливых коллективов, 7-8 хэдлайнеров и 3-5 тысяч зрителей. В гостях у фестиваля в разное время побывали Александр Пантыкин, Вася Обломов, Эля Чавес, «Наутилус Помпилиус», «Смысловые галлюцинации», «Ва-Банкъ», «Настя», «Запрещённые барабанщики», «Чиж & Co», «Tequilajazzz», «Пикник», «Ногу свело!», «ЛОМО», «Пилот», «Чайф», «Агата Кристи», «Ария», «5’Nizza», «Lюk», «…И друг мой Грузовик».
Традиционно на «Старом Новом Роке» работало несколько сцен разных направлений. Открывались они одновременно со стартом фестиваля. Ближе к завершению вся публика встречалась на главной из сцен, на которую выходили хэдлайнеры.
Генеральный информационный партнёр СНР — Первый альтернативный музыкальный телеканал A-ONE. Фестиваль поддерживают: медиа-холдинг «4 канал», еженедельник «Аргументы и факты — Урал», журнал АК Уральские Авиалинии «UAM», национальная почтовая служба Mail.ru.
В 2005 году прошёл летний фестиваль «Старый Новый Рок. НА ВОЛНЕ», который прошёл под Екатеринбургом на базе «Волна».
В 2011 году «Старый Новый Рок» был посвящён 25-летию создания Свердловского рок-клуба. На главной сцене выступили группы, составившие славу «свердловского рока»: «Трек», «Урфин Джюс», «Чайф», «Смысловые галлюцинации», «Флаг», «Апрельский марш», «Водопад имени Вахтанга Кикабидзе», а также «Ad Libitum» и др.
В 2013 году «Старый Новый Рок» прошёл в Екатеринбурге два раза — 13 января в Центре культуры «Урал» и 17 августа на площади «1905 года». Хедлайнеры концерта: «Ляпис Трубецкой», Вася Обломов, Эля Чавес, Пелагея, «Смысловые галлюцинации», Вадим Самойлов, Тимур Шаов, «Сансара», «Настя».
В 2014 и 2015 годах фестиваль состоялся в ЦК «Урал».
В 2016 году фестиваль был организован к 30-летию со дня основания Свердловского рок-клуба. На главной сцене выступили: «Апрельский марш», «Водопад имени Вахтанга Кикабидзе», «Ботва», «Урфин Джюс», Алексей Могилевский, Макс Ильин и «Собаки Качалова», Биг-бэнд Виталия Владимирова.
В 2017 году фестиваль обрёл новую площадку — Ельцин Центр. Хедлайнерами фестиваля стали «Калинов мост», «Запрещённые барабанщики», «Аффинаж», «Быдлоцыкл», «Смысловые галлюцинации», «Dizzy Jazz», «MODNYTSA» и «Funky Bizness Gang».
В 2018 году фестиваль продолжил экспериментировать с именами хедлайнеров. На фестивале выступили «Пошлая Молли», «Курара», "SUiT " (Германия), «Gnoomes», Александр Кутиков и группа «Нюанс», группа «ТОП».
В 2019 году СНР отпраздновал совершеннолетие. На фестивале выступало 11 хедлайнеров из 5 стран: «Чёрный обелиск», «Disco Dicks» (Германия-Голландия), «Громыка», «Аффинаж», «Мистер Быдлоцыкл», «Brothers Moving» (Дания), «Three for Silver» (США), Найк Борзов, Нейромонах Феофан, «Триагрутрика», Камерный оркестр «B-A-C-H». Фестиваль проводился при поддержке Фонда президентских грантов на развитие гражданского общества.
25 июля 2019 года объявлено о закрытии фестиваля, в последний раз он прошёл в Екатеринбурге зимой. Это совместное решение основателей «Старого нового рока» Владимира Шахрина и Евгения Горенбурга. По словам Горенбурга, также больше не будет «Старого нового рока» на «Волне»; в последний раз он прошёл 26–27 июля.

## Экспертный совет и отбор молодых групп
Все молодые российские группы, играющие рок разных направлений, могли подать заявку в Оргкомитет. Обычно набиралось 300—400 желающих выступить команд.
Все демо прослушивал Экспертный совет в лице Евгения Горенбурга, Алексея Хоменко (экс-«Наутилус Помпилиус»), Александра Пантыкина («дедушка уральского рока», композитор, художественный руководитель «Живого театра»), Владимира Шахрина, Владимира Бегунова («Чайф»), Владимира Елизарова (студия звукозаписи «SVE-Records») и Михаила Симакова («Апрельский марш»).
В 2018 году по результатам опроса жителей Екатеринбурга в социальных сетях был сформирован Альтернативный экспертный совет. В него вошли молодые музыканты и промоутеры из Екатеринбурга: Александр Толстых (арт-директор Свобода concert hall), Женя Черных и Элона Миллер (группа «BOGACHI», звёзды шоу «Песни» на ТНТ), Лиза Неволина (группа «Дзинь», победитель фестиваля «Индюшата 2018»), Алексей Шестаков и Вячеслав Кондратюк (группа «Авангард Леонтьев», победители фестиваля «Индюшата 2018»), Радик Масленников (эксперт Ural Music Night, группа «Foresterz Band»), Илья Кузьминых (солист группы «Cosmic Latte»), Сергей Сивопляс (представитель оргкомитета фестиваля), Катерина Тарасова (представитель оргкомитета фестиваля).
Совет принимал решение, кто из заявивших о себе выйдет на фестивальную сцену.
В преддверии фестиваля проходило 8-10 отборочных концертов, во время которых группы, подавшие заявку, могли «вживую» представить себя.